# Пол Мъри
Пол Мъри (роден през 1975 г.) е ирландски писател, финалист за наградата „Букър“. Автор е на романите An Evening of Long Goodbye, The Mark and the Void, The Bee Sting и „Скипи умря“, издаден на български език през 2023 г. (Издателство „Кръг“).

## Биография
Пол Мъри е роден в Дъблин през 1975 г. в семейство на учителка и професор по английска драма в Дъблинския университет. Учи в Блекрокския колеж в Южен Дъблин. По-късно описва училището в романа си „Скипи умря“. Мъри завършва английска литература в Тринити Колидж в Дъблин, а впоследствие и магистърска степен по творческо писане в Университета на Източна Англия.
Прекарва известно време в Барселона като учител по английски. Описва престоя си като „кратък и нещастен период като преподавател на каталонски бизнесмен, който отбеляза много грешки в граматиката ми, за които дори не подозирах“.
В интервю за „Гардиън“ Мъри определя „Гравитационната дъга“ на Томас Пинчън като книгата, която най-много му е въздействала.

## Творчество
Пол е автор на четири романа. Дебютът му An Evening of Long Goodbyes е номиниран през 2003 г. за наградите Whitbread First Novel и Kerry Group Irish Fiction Award. Другите му книги – The Mark and the Void (2015) и The Bee Sting (2023) също получават признанието на критиката.
През 2010 г. „Скипи умря“ е включен в дългия списък на „Букър“ и в краткия на „Коста“. Романът е номиниран за наградата Bollinger Everyman Wodehouse и Наградата на националния кръг на книжните критици. Също така се нарежда на трето място в класацията на списание „Тайм“ за най-добри художествени произведения за 2010 г. През 2023 г. излиза и на български език (издателство „Кръг“).

## Кино
Мъри е сценаристът на ирландския филм на Хю О'Конър Metal Heart (2018 г.)